# Przystanek wolność
Przystanek wolność – koncertowy album polskiego zespołu muzycznego Big Cyc, wydany 7 stycznia 2022 roku.
Płyta koncertowa, choć bez udziału publiczności, została nagrana w czasie pandemii COVID-19 w Polsce. Na oficjalnej stronie zespołu twórcy piszą: 

Wolność nie jest NIKOMU dana na stałe. To etap niejako przejściowy. To stan euforii i raczej chwilowy. Bywa, że ta chwila trwać może nawet kilka lat. Ale wcześniej, czy później, przyjdą TACY, którzy będą chcieli ją zabrać. O wolność podobnie jak o kobietę, trzeba więc stale zabiegać. Walczyć. Nieustannie ją pielęgnować, gdy jest, by rozkwitła na dłużej. [...] Przystanek wolność, koncert nagrany bez publiczności w Klub Stara Przepompownia w Ostrowie Wielkopolskim w czasie gdy wszystko było zamknięte, spotkaliśmy się w lutym 2020 roku by razem na chwilę wrócić do pracy. [...] Brakowało tylko publiczności - Was. Zarejestrowaliśmy koncert przy wsparciu przyjaciół dla Was, przyjaciół zespołu.

## Lista utworów
Źródło.
| Nr  | Tytuł utworu                                   | Tekst                       | Muzyka                    | Długość |
| --- | ---------------------------------------------- | --------------------------- | ------------------------- | ------- |
| 1.  | „Jeden za wszystkich”                          | Jędrzejak                   | tradycyjna                | 2:33    |
| 2.  | „Polacy”                                       | Skiba                       | Jędrzejak, Lechowicz, Lis | 2:37    |
| 3.  | „Pół na pół”                                   | Jędrzejak                   | Jędrzejak                 | 3:59    |
| 4.  | „Aktywiści”                                    | Skiba                       | Jędrzejak, Lechowicz, Lis | 4:10    |
| 5.  | „Dziki kraj”                                   | Jędrzejak                   | Jędrzejak                 | 2:54    |
| 6.  | „Teczka”                                       | Jędrzejak, Skiba, Maleńczuk | Jędrzejak                 | 4:07    |
| 7.  | „Twierdza 2020”                                | Jędrzejak                   | Jędrzejak                 | 2:51    |
| 8.  | „Ja się nie zgadzam”                           | Jędrzejak                   | Jędrzejak                 | 2:52    |
| 9.  | „Gówno na kole”                                | Jędrzejak                   | tradycyjna                | 4:51    |
| 10. | „Antoni wzywa do broni”                        | Skiba                       | Jędrzejak                 | 3:09    |
| 11. | „Nasz PRL”                                     | Jędrzejak                   | Jędrzejak                 | 3:49    |
| 12. | „Kapitan Żbik”                                 | Jędrzejak                   | Jędrzejak, Lechowicz, Lis | 3:57    |
| 13. | „Piosenka o solidarności czyli wszystko gnije” | Skiba                       | Lechowicz                 | 5:17    |
|     |                                                |                             |                           | 47:06   |

## Skład
- Jacek Jędrzejak – gitara basowa, śpiew
- Roman Lechowicz – gitara, śpiew
- Jarosław Lis – perkusja, śpiew
- Krzysztof Skiba – śpiew
- Piotr Sztajdel – instrumenty klawiszowe, śpiew
- Marek Szajda – gitara